# Treuchtlingen (stacja kolejowa)
Treuchtlingen – stacja kolejowa w Treuchtlingen, w kraju związkowym Bawaria, w Niemczech. Znajdują się tu 4 perony.